# Эллиот, Роб
Роберт Эллиот (англ. Robert Elliot; род. 30 апреля 1986, Чатем, Кент) — английский футболист ирландского происхождения, вратарь; тренер.

## Клубная карьера
Молодёжная карьера Эллиота прошла в академиях «Эрит Таун» и «Чарльтон Атлетик». В 2004 году вратарь принял предложение «Чарльтона» и подписал профессиональный контракт. В январе 2005 года он отправился в аренду в «Ноттс Каунти», в составе которого провёл оставшуюся половину сезона 2004/05, сыграв за это время в четырёх матчах. Летом 2005 года Эллиот подписал договор аренды с клубом «Аккрингтон Стэнли» и впервые сыграл там полноценный сезон. За это время он появился на поле в 23 матчах, а по окончании сезона клуб продлил соглашение ещё на год. Вернувшись из последней аренды в 2007 году, Роберт более не покидал расположение «Чарльтона», за который сыграл 96 матчей до 2011 года.
В 2011 году «Ньюкасл Юнайтед» проявил интерес к английскому вратарю, сделав ему отличное предложение по контракту. Эллиота устроило всё, потому своё согласие на переход он дал практически сразу. Летом 2011 года вратарь подписал свой очередной контракт в карьере, официально став игроком «сорок». Дебютировал за клуб осенью 2012 года. В сезоне 2012/13 отдал голевую передачу в матче 27 тура английской премьер-лиги против «Саутгемптона». Этот матч закончился победой «Ньюкасла» со счётом 4:2. Свою первую в карьере красную карточку получил в предпоследнем туре, в матче против лондонского «Куинз Парк Рейнджерс» за то, что взял мяч в руки вне штрафной площади. За это нарушение ему была показана вторая жёлтая карточка в одном матче.
28 января 2021 года подписал контракт с клубом «Уотфорд» до конца сезона. В июне Эллиот продлил свой контракт ещё на два года.

## Международная карьера
Выступал за сборную Ирландии до 19 лет. В октябре 2013 года впервые был вызван в первую сборную Ирландии.